# Florencio III de Holanda
Florencio III de Holanda, nacido en La Haya hacia 1141, muerto en Antioquía el 1 de agosto de 1190, fue  conde de Holanda desde 1157 a 1190. Era hijo de Teodorico VI, conde de Holanda, y de Sofía de Luxemburgo.
Se vio envuelto en la guerra que el obispo de Utrecht había emprendido contra la ciudad de Groninga a la que había sitiado. La ciudad había sido poderosamente ayudada por el conde de Gueldre y el señor de Batenburgo y los sitiadores se vieron obligados a concluir un tratado que puso fin a las hostilidades.  El apoyo que Florencio había dado al obispo le hizo concebir la esperanza de que podría acabar con la disputa que mantenía con el obispado de Utrecht sobre los condados de Oostergo y Westergo, en Frisia. El conde amenazó al obispo con el uso de la fuerza y el resultado fue un acuerdo por el que Florencio recuperó la jurisdicción territorial de los condados y el obispo mantuvo la espiritual y eclesiástica.

## La guerra contra Flandes
Un asunto más serio enturbió pronto el reposo del que disfrutaba el conde. Florencio era un fiel vasallo del emperador Federico Barbarroja al que acompañó en sus dos expediciones a Italia, en 1158 y de 1176 a 1178. El emperador le recompensó integrándolo en la nobleza imperial y otorgándole los derechos de aduana sobre la ciudad de Geervliet, en el río Mosa, la más importante ciudad comercial de la región. Se trataba de la legalización de una situación ya existente, pues los condes de Holanda percibían indebidamente  tasas de paso desde el siglo X. Esto irritó a Flandes pues entorpecía su comercio, por lo que invadió el país de Waes. Florencio le declaró la guerra por tierra y por mar. Por mar obtuvo alguna ventaja; pero en Alsacia, que pertenecía al conde de Flandes, donde había penetrado con un fuerte ejército, tuvo la suerte contraria.
El conde de Holanda que había puesto sitio a la pequeña ciudad de Amerstein, no pudo mantenerlo  porque Felipe de Alsacia, conde de Flandes, quien gobernaba en ausencia de su padre Teodorico de Alsacia, avanzó con todas sus fuerzas y le hizo levantar el asedio.  Los dos ejércitos se enfrentaron durante siete horas, hasta que Florencio, herido y abandonado por sus aliados, tuvo que rendirse y, hecho prisionero, fue trasladado a Brujas.  La prisión del conde en Brujas duró dos o tres años y para recuperar su libertad accedió a firmar un tratado de paz muy oneroso para él. Según ese acuerdo, Flandes obtenía el vasallaje de Zelanda y Florencio se comprometía a reparar todas las pérdidas sufridas por los flamencos durante la guerra y les eximía de todo peaje e impuesto, obligándose por juramento él y sus sucesores a observar fielmente todas las condiciones del tratado.

## La revuelta frisona
Durante la ausencia de Florencio - al estar prisionero en Brujas - sus súbditos de Haarlem y del Kennemerland habían asolado y sometida a pillaje la ciudad de Schagen. Como venganza los frisones occidentales cayeron sobre Alkmaar y la redujeron a cenizas. 
A su vuelta, Florencio, después de la vergonzosa paz que había acordado, quiso castigar a los frisones; pero sus tropas fueron derrotadas y le fue imposible tener a este pueblo bajo control y mucho menos someterlo completamente.

## Las inundaciones
Es posible que las frecuentes inundaciones que asolaban el condado fuera la causa de que frisones y holandeses no se enfrentaran en una batalla definitiva.
Numerosos campesinos se instalaron en Holanda para convertir los pantanos en pólderes. Presas y canales fueron construidos y la frontera entre el condado de Holanda y el obispado de Utrecht tuvo que ser delimitada. Ello supuso un conflicto entre Florencio y el obispo de Utrecht a propósito de una presa sobre el Rin en Zwammerdam, en 1165, que tuvo que ser sometido al arbitraje del emperador Federico. 
En 1170, los calores del verano fueron tan extremos que, en el otoño siguiente, provocaron una tempestad tan fuerte que inundó de repente Zelanda, Frisia y el Kennemerland. Se dijo que las aguas del mar llegaron a tal altura que se podía pescar con red bajo los muros de Utrecht. La crecida del 23 de septiembre causó grandes pérdidas. Varios diques de Zelanda se rompieron y algunas islas se inundaron. Esta inundación que devastó el norte formó el Zuiderzee.
En el mes de mayo de 1173 hubo una tempestad seguida de una inundación parecida que hizo creer que Utrecht iba a ser enteramente sumergida y temer un nuevo diluvio.

## La alianza con el obispado de Utrecht
Algunos años más tarde, al morir Godofredo, obispo de Utrecht en 1178, Florencio instaló a su hermano Balduino en la sede episcopal. Ello supuso el restablecimiento de la paz entre Holanda y Utrecht. Los dos hermanos aprovecharon la circunstancia para emprender una campaña contra los frisones. Esta expedición resultó desafortunada para ellos, aunque los anales de la época no han resaltado ninguna particularidad. Pero, un tiempo después Florencio sometió las islas de Texel y de Wiering y les forzó a pagar fuertes contribuciones.

## Viaje a Tierra Santa
Por fin las disputas con Utrecht, Brabante y Güeldres a propósito de Weluwe se habían apaciguado y el conde de Holanda creyó que no podía dar mayor muestra de su piedad que viajando a Tierra Santa. En 1189, Florencio acompañó a Federico Barbarroja en la tercera cruzada y fue unos de sus jefes ya que gozaba del especial favor del emperador.
La cruzada resultó funesta para uno y otro. El emperador se ahogó cuando se bañaba en un río de Cilicia y Florencio, atacado de una grave enfermedad, no sobrevivió mucho tiempo a su benefactor y amigo. Falleció en 1190 en Antioquía, y fue enterrado en la iglesia de San Pedro cerca de la tumba del emperador.

## Matrimonio y descendencia
El 28 de agosto de 1162 Florencio III se casó con Ada de Huntingdon, hija de Enrique de Escocia, conde de Northumberland, y de Ada de Warenne ; y hermana de los reyes Malcolm IV de Escocia y Guillermo I de Escocia.  Los condes de Holanda adoptaron el león rampante como emblema de sus armas.
El matrimonio tuvo los siguientes hijos :
- Teodorico VII († 1203), conde de Holanda
- Guillermo I (1167 † 1222), señor de Frisia y después conde de Holanda
- Florencio († 1210), canónigo en Utrecht y en Middelburgo.
- Balduino († 1204).
- Ada († después 1205), casada en 1176 con Otón I, margrave de Brandeburgo.
- Margarita († después 1203), casada en 1182 con Teodorico VI, conde de Clèves.
- Isabel
- Edwige
- Inés († 1228), abadesa de Rijnsburgo.